# رادسلاویتسه (ناحیه پرروف)
رادسلاویتسه (به چکی: Radslavice) یک منطقهٔ مسکونی در جمهوری چک است که در ناحیه پرروف واقع شده‌ است. رادسلاویتسه ۷٫۰۱ کیلومتر مربع مساحت و ۱٬۱۰۸ نفر جمعیت دارد و ۲۲۳ متر بالاتر از سطح دریا واقع شده‌ است.